# Skic
Skic (prononciation : [skit͡s]) est un village polonais de la gmina de Złotów dans le powiat de Złotów de la voïvodie de Grande-Pologne dans le centre-ouest de la Pologne.
Il se situe à environ 11 kilomètres au sud-est de Złotów (siège de la gmina et du powiat), et à 104 kilomètres au nord de Poznań (capitale de la Grande-Pologne).
Le village possédait une population de 350 habitants en 2011.

## Histoire
De 1975 à 1998, le village faisait partie du territoire de la voïvodie de Piła.

Depuis 1999, Skic est situé dans la voïvodie de Grande-Pologne.